# Baza lotnictwa morskiego w Dziwnowie
Baza lotnictwa morskiego w Dziwnowie – baza lotnicza w okolicach Dziwnowa istniejąca w latach 1935-1950.
Prace nad stworzeniem lotniska dla samolotów i wodnosamolotów w okolicy Dziwnowa (wówczas Dievenow West) Niemcy rozpoczęli w 1935. Tereny przyszłego lotniska na zachód od Dziwnowa zostały przejęte przez Luftwaffe i na obszarze Półwyspu Międzywodzkiego zbudowano budynki obsługi lotniska, ponadto zmeliorowano i osuszono łąki. Pasy startowe powstały na trawie, inne wytyczono pławami na jeziorach Wrzosowskim i Kamińskim. Powstała w ten sposób baza nosiła nazwę Fliegerhorst-Kommandant 8./III Dievenow, w podporządkowaniu dowództwu III Obszaru Lotniczego (Berlin - Luftgau-Kommando III).
Jako pierwsze (1937) w bazie wykorzystywano wodnosamoloty Heinkel He 60 i Dornier Do 18, zorganizowane w dwie eskadry, tworzące Grupę Lotnictwa Przybrzeżnego - Küstenfliegergruppe 306, dowódca por. Heinz von Holleben. Wykonywano głównie loty szkoleniowe. Przez krótki czas w okresie rozpoczęcia wojny bazę wykorzystywano do nalotów bojowych, po czym przywrócono jej rolę szkoleniową.
Pole wzlotów o nawierzchni trawiastej miało wymiary 780x1145 metrów. Do roku 1940 baza posiadała 4 duże hangary z betonowymi płytami postojowymi w północnej części lotniska, 2 slipy dla wodnosamolotów, budynki administracyjne oraz baraki. W późniejszym okresie dobudowano 3 kolejne hangary wraz z utwardzonymi płytami postojowymi oraz stanowiska obrony przeciwlotniczej.
15 czerwca 1944 baza została zaatakowana przez samoloty P-51 Mustang należące do amerykańskiej 8 Armii Powietrznej. Zniszczone zostały co najmniej dwa wodnosamoloty Bv 138 A-1.
Pod koniec wojny bazę wykorzystywało lotnictwo "minowe", które za pomocą specjalnych urządzeń wytwarzających silne pole magnetyczne, imitujące pole magnetyczne statku, unieszkodliwiały miny postawione na szlakach żeglugowych. Od lutego 1945 działania prowadziły cztery samoloty Junkers Ju 52-MS 2 należące do eskadry 1 Grupy Minowej (Minensuchgruppe 1).
Ponadto w bazie stacjonowały wodnosamoloty Bv 138 (tzw. łodzie latające), którymi ewakuowano wojsko i ludność cywilną w głąb III Rzeszy.
Po zdobyciu Dziwnowa 4 maja 1945 baza - której z nieznanych przyczyn nie wysadzili, choć była zaminowana - została przejęta przez polską Marynarkę Wojenną. Lotnisko było wykorzystywane przez klucz łącznikowy złożony z czterech samolotów Po-2. Klucz obsługiwał tajny ośrodek Oddział II Sztabu Generalnego. W ośrodku znajdował się szpital dla greckich partyzantów.
W latach 70. większość terenów bazy została przekazana władzom samorządowym Dziwnowa. Pozostała jedynie jednostka saperska.